# Stankonia
Stankonia – wydany 31 października 2000 roku album duetu OutKast. 
W 2003 album został sklasyfikowany na 359. miejscu listy 500 albumów wszech czasów magazynu Rolling Stone. 

## Spis utworów
1. Intro
2. Gasoline Dreams
3. I'm Cool (interlude)
4. So Fresh, So Clean
5. Ms. Jackson
6. Snappin' & Trappin'
7. D.F. (interlude)
8. Spaghetti Junction
9. Kim & Cookie (interlude)
10. I'll Call Before I Come
11. B.O.B. (Bombs Over Baghdad)
12. Xplosion
13. Good Hair (interlude)
14. We Luv Deez Hoez
15. Humble Mumble
16. Drinkin' Again (interlude)
17. Red Velvet
18. Cruisin' in the ATL (interlude)
19. Gangsta S**t
20. Toilet Tisha
21. Slum Beautiful
22. Pre-Nump (interlude)
23. Stankonia (Stanklove)